# Конвенция о труде в морском судоходстве
Конвенция о труде в морском судоходстве (КТМС) №186 (англ.: Maritime Labour Convention (MLC) 2006)
Принята на 94-й сессии Генеральной конференции Международной организации труда в Женеве 23 февраля 2006 года.
Федеральным законом «О ратификации Конвенции 2006 года о труде в морском судоходстве»(принят Государственной Думой 15 мая 2012 года и одобрен Советом Федерации 30 мая 2012 года) предусматривается ратификация Конвенции РФ.
Конвенцией объединены современные нормы существующих конвенций и рекомендаций о труде в морском судоходстве, а также основополагающие принципы, содержащиеся в других международных конвенциях о труде.
Настоящая Конвенция пересматривает следующие конвенции МОТ:
- Конвенцию 1920 года о минимальном возрасте для работы в море (7);
- Конвенцию 1920 года о пособиях по безработице в случае кораблекрушения (8);
- Конвенцию 1920 года о трудоустройстве моряков (9);
- Конвенцию 1921 года о медицинском освидетельствовании подростков на борту судов (16);
- Конвенцию 1926 года о трудовых договорах моряков (22);
- Конвенцию 1926 года о репатриации моряков (23);
- Конвенцию 1936 года о свидетельствах о квалификации лиц командного состава торговых судов (53);
- Конвенцию 1936 года об оплачиваемых отпусках моряков (54);
- Конвенцию 1936 года об обязательствах судовладельцев в случае болезни или травмы у моряков (55);
- Конвенцию 1936 года о страховании моряков по болезни (56);
- Конвенцию 1936 года о рабочем времени на борту судов и составе судового экипажа (57);
- Конвенцию (пересмотренную) 1936 года о минимальном возрасте для работы в море (58);
- Конвенцию 1946 года о питании и столовом обслуживании экипажей на борту судов (68);
- Конвенцию 1946 года о выдаче судовым поварам свидетельств о квалификации (69);
- Конвенцию 1946 года о социальном обеспечении моряков (70);
- Конвенцию 1946 года об оплачиваемых отпусках морякам (72);
- Конвенцию 1946 года о медицинском освидетельствовании моряков (73);
- Конвенцию 1946 года о выдаче матросам свидетельств о квалификации (74);
- Конвенцию 1946 года о помещениях для экипажа (75);
- Конвенцию 1946 года о заработной плате, рабочем времени и составе судового экипажа (76);
- Конвенцию (пересмотренную) 1949 года об оплачиваемых отпусках морякам (91);
- Конвенцию (пересмотренную) 1949 года о помещениях для экипажа (92);
- Конвенцию (пересмотренную) 1949 года о заработной плате, рабочем времени и составе судового экипажа (93);
- Конвенцию (пересмотренную) 1958 года о заработной плате, рабочем времени и составе судового экипажа (109);
- Конвенцию 1970 года о помещениях для экипажа (дополнительные положения) (133);
- Конвенцию 1970 года о предупреждении несчастных случаев (моряки) (134);
- Конвенцию 1976 года о непрерывности занятости моряков (145);
- Конвенцию 1976 года об оплачиваемых отпусках морякам (146);
- Конвенцию 1976 года о минимальных нормах в торговом флоте (147);
- Протокол 1996 года к Конвенции 1976 года о минимальных нормах в торговом флоте (147);
- Конвенцию 1987 года о социально-бытовом обслуживании моряков (163);
- Конвенцию 1987 года о здравоохранении и медицинском обслуживании моряков (164);
- Конвенцию (пересмотренную)1987 года о социальном обеспечении моряков (165);
- Конвенцию (пересмотренную)1987 года о репатриации моряков (166);
- Конвенцию 1996 года об инспекции труда моряков (178);
- Конвенцию 1996 года о найме и трудоустройстве моряков (179);
- Конвенцию 1996 года о продолжительности рабочего времени моряков и укомплектовании судов экипажами (180).

Конвенция состоит из трех различных, но взаимосвязанных частей: статей, правил и Кодекса.
Правила и Кодекс объединены по общим темам в рамках пяти разделов:
- Раздел 1: Минимальные требования в отношении труда моряков на борту судна
- Раздел 2: Условия занятости
- Раздел 3: Жилые помещения, условия для отдыха, питание и столовое обслуживание
- Раздел 4: Охрана здоровья, медицинское обслуживание, социально-бытовое обслуживание и защита в области социального обеспечения
- Раздел 5: Соблюдение и обеспечение выполнения

Конвенцией предусмотрен механизм контроля за соблюдением её выполнения государством флага судна и государством порта в рамках процедур Государственного портового контроля, согласно которому все суда, плавающие под флагом государства – члена МОТ, должны иметь и регулярно подтверждать Свидетельство о соответствии трудовым нормам в морском судоходстве и соблюдении конвенционных требований. При этом каждое государство – член МОТ, выполняя инспекцию в соответствии с Конвенцией, не должно предоставлять судам любого государства, не ратифицировавшего эту Конвенцию, более благоприятный режим, чем судам, плавающим под флагом государства, которое её ратифицировало.